# Zamek w Sielcu
Zamek w Sielcu – ruiny nowożytnego zamku bastejowego z XVI lub XVII wieku w miejscowości Sielec w gminie Leśniowice, powiecie chełmskim w województwie lubelskim.

## Historia
Pierwszy zamek zbudowała tu rycerska rodzina Smoków herbu Ślepowron i wzmiankowany był w 1441 roku. Za fundatorów obecnego zamku uznaje się Uhrowieckich herbu Suchekomnaty, którzy w roku 1543 objęli miejscowy majątek. Nowy zespół zamkowy został wzniesiony po 1588 prawdopodobnie przez Mikołaja Uhrowieckiego, starostę chełmskiego. Pierwsza wzmianka o zamku pochodzi z 1601 roku, w którym Jan i Andrzej Uhrowieccy zrzekli się praw do zamku na rzecz stryja Andrzeja, starosty chełmińskiego (1591–1608). W latach 1622–1629 zamek był własnością Krystyny Uhrowieckiej żony kasztelana lubelskiego Zbigniewa Sienieńskiego. Potem, do 1678 rodu Daniłowiczów, a następnie Zofii Anny (córki Mikołaja Daniłowicza), która wyszła za Jana Cetnera, w związku z czym zamek do 1690 roku należał do rodu Cetnerów.
W 1690 roku Dorota Cetnerówna wniosła go w posagu hetmanowi wielkiemu Stanisławowi Mateuszowi Rzewuskiemu, w związku z czym Rzewuscy byli jego właścicielami do 1944 roku. W 1678 zamek został zniszczony wskutek wybuchu prochu.
Zrujnowany obiekt został częściowo rozebrany w ciągu XVIII-XIX wieku oraz w latach 1945–1950.
W latach 1964–1965 miały miejsce badania wykopaliskowe mające na celu zbadanie układu funkcjonalno-przestrzennego zamku.

## Architektura
Nowożytny zamek zbudowany został na planie nieregularnego czworoboku z wjazdem w kurtynie zachodniej. W narożach zamku zbudowano basteje ze strzelnicami. Dwukondygnacyjna basteja północno-zachodnia zbudowana została na planie koła, z kamienia i oblicowana cegłą, podpiwniczona. Na dwóch kondygnacjach strzelnice do ręcznej broni palnej. Basteje flankujące południową kurtynę zamku miały plan czworoboczny. Mury kurtynowe były zwieńczone attyką.

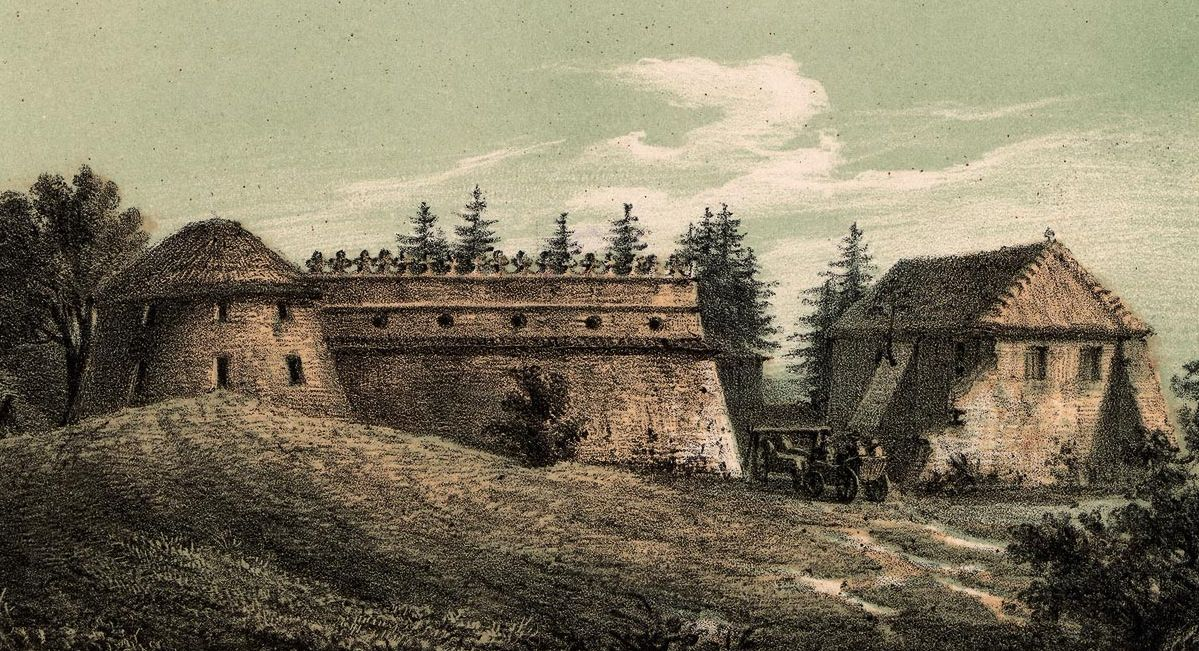
Zamek w połowie XIX wieku
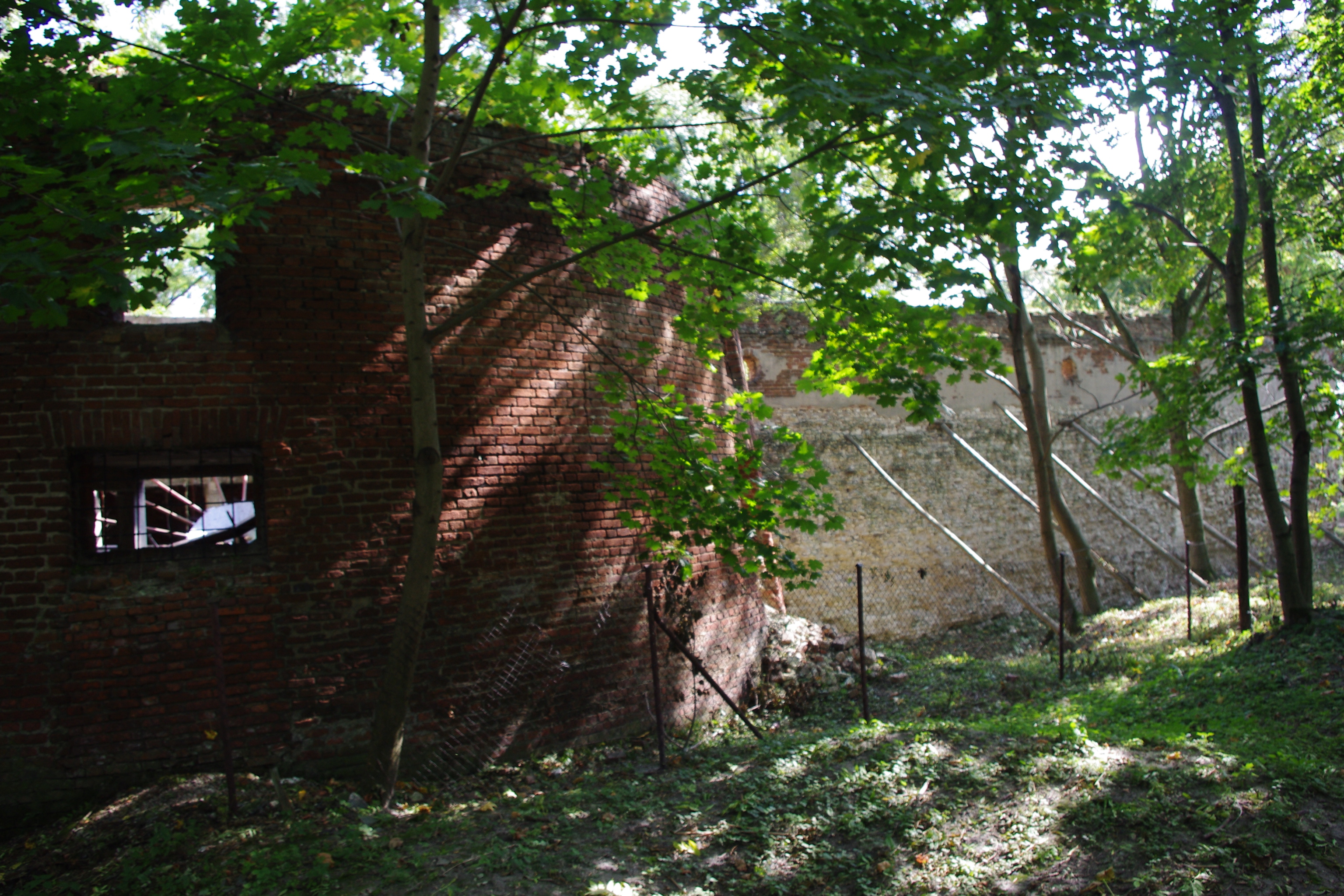
Zamek
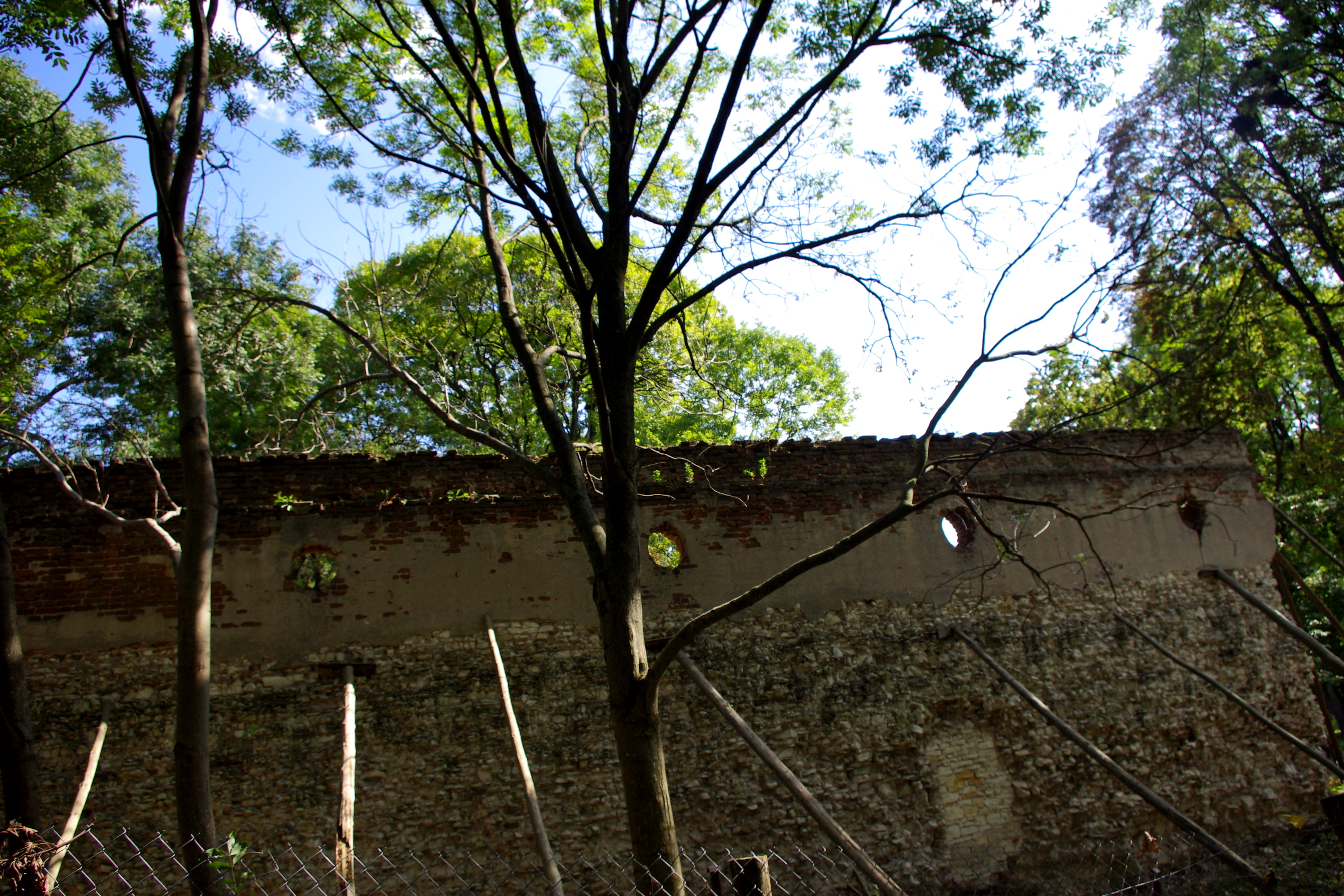
Zamek